# Andrea Romizi
Andrea Romizi (Assisi, 9 febbraio 1979) è un politico italiano, sindaco di Perugia dal 2014 al 2024.

## Biografia

### Infanzia e studi
È figlio di Sergio Romizi, pediatra, e Maria Rita Zappelli, erborista e scrittrice; suo nonno paterno era il grecista Renato Romizi mentre suo fratello gemello, Francesco, è antropologo in Brasile. Risiede fin da piccolo a Perugia, dove frequenta gli Scout e si diploma al liceo classico Annibale Mariotti, nel quale è anche rappresentante d'istituto. 
Nel 1999 a Siena, dove frequenta l'università, fonda la locale sezione di Forza Italia Giovani, diventandone il primo coordinatore provinciale. In seguito prende parte al primo Congresso nazionale del movimento giovanile azzurro a Roma. Nel 2000 viene nominato responsabile per l'associazionismo e il volontariato del partito per la provincia di Perugia. Successivamente viene eletto nel Consiglio di facoltà e nel Consiglio degli studenti dell'Università di Perugia, dove si laurea in giurisprudenza.

### Carriera politica

#### Primi anni
A Perugia esercita la professione di avvocato presso lo studio di Fiammetta Modena, consigliera regionale di Forza Italia e poi del Popolo della Libertà (PdL), e candidata alla presidenza della giunta regionale dell'Umbria nel 2010. La stessa Modena ne promuove la candidatura alle elezioni comunali del 2004, nelle quali viene eletto consigliere con 377 preferenze, risultando il più giovane tra i neoeletti a Palazzo dei Priori.
Nel 2005 viene nominato responsabile degli Enti locali e vicecoordinatore regionale di Forza Italia Giovani per l'Umbria, e membro della Consulta nazionale dei Giovani amministratori dell'Associazione Nazionale Comuni Italiani (ANCI).
Nel 2009 viene rieletto a Palazzo dei Priori, nelle liste del PdL, con 1 059 voti, divenendo anche vicepresidente del Consiglio comunale; ricopre anche la carica di vicecoordinatore del Coordinamento regionale dei Consigli comunali dell'ANCI Umbria.
Il 16 novembre 2013, con la sospensione delle attività del PdL, aderisce alla neoricostituita Forza Italia, di cui a marzo 2014 viene nominato coordinatore provinciale.

#### Sindaco di Perugia

##### Primo mandato (2014-2019)

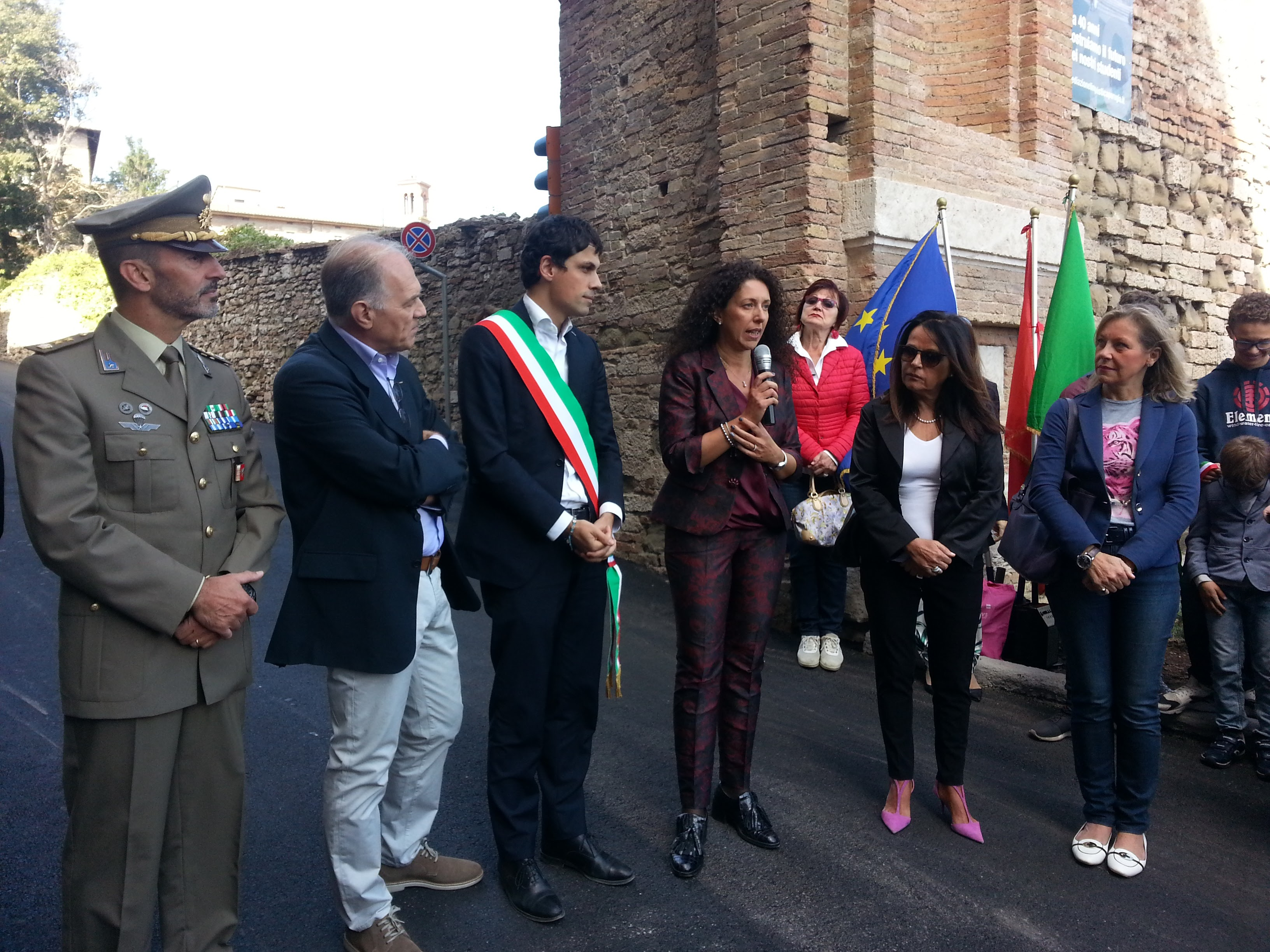
Romizi nel 2017, primo cittadino di Perugia, all'inaugurazione del restauro di Porta San Girolamo

Sempre nel 2014 viene candidato alla carica di sindaco di Perugia alle elezioni amministrative in sostituzione dell'avvocato Corrado Zaganelli (figlio di Stelio, ex primo cittadino dal 1977 al 1980 per il Partito Socialista Italiano), alla guida di una coalizione di centro-destra (Forza Italia, Nuovo Centrodestra, Unione di Centro e Fratelli d'Italia - Alleanza Nazionale più le liste civiche Progetto Perugia e Perugia Domani). Dopo aver raccolto il 26% dei voti al primo turno del 25 maggio, l'8 giugno successivo vince il ballottaggio contro il sindaco uscente Wladimiro Boccali con il 58% delle preferenze: diventa così il primo amministratore di centro-destra del capoluogo umbro nel secondo dopoguerra.
Durante il suo primo mandato viene avviato un programma di interventi pubblici che interessano la città dal centro alle periferie. I primi obiettivi sono la messa in sicurezza del bilancio comunale, una revisione della spesa pubblica e la riqualificazione del quartiere di Fontivegge grazie a fondi europei e del bando per le periferie indetto nel 2016 dal governo Renzi. Altri interventi promossi riguardano l'edilizia scolastica, la riqualificazione del mercato coperto nel centro storico e il recupero di alcune aree industriali dismesse. Il piano triennale delle opere pubbliche prevede anche investimenti per i beni culturali, dalla Rocca Paolina alle mura etrusche. Altri beni vengono restaurati grazie al progetto Art Bonus. Grazie al nuovo sistema di gestione dei rifiuti varato dalla giunta Romizi, nel 2019 la raccolta differenziata nel capoluogo sale al 71%.
Durante il suo primo mandato viene attuato il piano di digitalizzazione dei servizi, della pubblica amministrazione e di cablaggio dell'intera città con la fibra ottica. Sul piano culturale, infine, dal 2016 viene promossa nell'acropoli la rievocazione storica "Perugia 1416".
Contemporaneamente, la giunta Romizi si attira critiche per le proprie posizioni in tema di diritti civili. Nel 2016, la maggioranza di governo cittadina aggiorna il regolamento per l'assegnazione degli alloggi popolari con un'apposita clausola che offre una corsia preferenziale a cittadini italiani o comunque residenti nel capoluogo umbro da almeno quindici anni, a conti fatti «un escamotage per escludere in maniera arbitraria molti immigrati» dal bando. L'anno seguente, l'amministrazione Romizi si rifiuta di trascrivere l'atto di nascita di un bambino, figlio di due mamme: tale documento era regolarmente formato in Spagna e più di una sentenza della Cassazione avevano già stabilito come la trascrizione di un atto di nascita estero non sia contraria all'ordine pubblico. Dopo un'interrogazione parlamentare e un ordine del giorno del Consiglio comunale, il sindaco ha parzialmente trascritto l'atto, ma con una sola delle due madri; a seguito di un ricorso della coppia, la giunta Romizi ha perso in primo e secondo grado, ricevendo l'ordine di procedere alla trascrizione completa.
Nello stesso anno gli viene conferito il premio "Lions Città di Perugia", mentre l'Unione Nazionale Cavalieri d'Italia gli conferisce l'onorificenza Onore e Merito UNCI.

##### Secondo mandato (2019-2024)
Sostenuto da una larga coalizione di centro-destra con varie liste civiche, il 26 maggio 2019 viene confermato sindaco al primo turno con il 59,8% dei voti, battendo il candidato del centro-sinistra Giuliano Giubilei. Nel dicembre dello stesso anno viene inoltre nominato da Silvio Berlusconi coordinatore regionale di Forza Italia, al posto di Catia Polidori.
Anche il suo secondo mandato da primo cittadino non è esente da polemiche sul versante dei diritti civili, con posizioni sempre più affini a un certo conservatorismo tradizionalista: in particolare, nel 2022 la giunta Romizi nega il patrocinio del Comune al Pride umbro a difesa del movimento LGBT+; una scelta che fa ancora più rumore alla luce dell'opposta decisione presa dalla presidente della giunta regionale, Donatella Tesei, anch'ella esponente del centro-destra.
Non potendosi per legge ricandidare per un terzo mandato consecutivo da primo cittadino, nella primavera del 2024 è fautore della lista civica "Fare Perugia" a sostegno della sua assessora Margherita Scoccia, scelta come candidata sindaca della coalizione di centro-destra alle elezioni comunali del giugno seguente; questa verrà battuta al ballottaggio dalla candidata indipendente dell'area di centro-sinistra, Vittoria Ferdinandi.

#### Consigliere regionale
Nell'autunno 2024, in occasione delle elezioni regionali, si candida nelle liste di Forza Italia, a supporto della presidente uscente Donatella Tesei; questo nonostante nelle settimane precedenti, all'interno della coalizione di centro-destra, Forza Italia avesse spinto per una candidatura diretta di Romizi a Palazzo Donini, a scapito di Tesei sostenuta dalla Lega. All'appuntamento elettorale del 17 e 18 novembre 2024, nonostante la sconfitta del centro-destra, Romizi è il più votato con 10 345 preferenze, venendo eletto consigliere di minoranza a Palazzo Cesaroni.
A seguito di questa affermazione personale, inoltre, viene nominato dal segretario forzista Antonio Tajani nella segreteria nazionale del partito.